# لوح الفتحة
لوح الفتحة هو جهاز يُستخدم لقياس معدل تدفق الموائع لخفض الضغط أو خفض التدفق (يُسمى في الحالتين الأخيرتين لوح تخفيف).
يُمكن تحديد كل من معدل التدفق الحجمي أو معدل التدفق الكتلي بناءاً على الحسابات المتعلقة بلوح الفتحة. يعمل اللوح طبقاً لنفس مبدأ عمل فوهة البخاخ، والمسمى مبدأ برنولي وينص على: «توجد علاقة بين ضغط المائع وسرعته، فعندما تزداد السرعة ينخفض الضغط، والعكس صحيح».
 

## الوصف

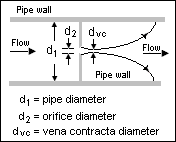
لوح فتحة يوضح أقصى نقطة تقارب، حيث:
d_{vc}: قطر التدفق عند أقصى تقارب.
d_{1}: قطر الأنبوب.
d_{2}: قطر الفتحة.
جدار الأنبوب Pipe wall
التدفق Flow

لوح الفتحة عبارة عن لوح رقيق به ثقب، ويُوضع عادة في أنبوب. عندما يمر المائع (سواء سائل أو غاز) خلال الفتحة، يزداد الضغط زيادة طفيفة أمام الفتحة وينخفض الضغط وتزداد السرعة عندما يُدفع المائع للمرور من الثقب. تقترب طبقتي المائع الخارجتين من بعضهما بشدة بعد الخروج من الفتحة بقليل، ويُقال أن المائع وصل لنقطة التقارب القصوى (أقل مساحة مقطع لتدفق المائع)، والتي تكون السرعة عندها أقصى ما يُمكن بينما يكون الضغط أقل ما يُمكن. يتمدد المائع بعد ذلك ويتباعد عن بعضه، وتنخفض السرعة ويصحب ذلك زيادة في الضغط. 
يُمكن حساب معدل التدفق عن طريق قياس الفرق في ضغط المائع عند الدخول والخروج من الفتحة، ثم باستخدام معادلة برنولي ومعاملات وُضعت بعد أبحاث مكثفة، يُمكن الحصول على معدل تدفق المائع.
يُقاس معدل التدفق الكتلي خلال الفتحة بوحدة كجم/ثانية، ويمكن التعبير عنه بالمعادلة التالية:
{\displaystyle q_{m}={\frac {C_{d}}{\sqrt {1-\beta ^{4}}}}\;\epsilon \;{\frac {\pi }{4}}\;d^{2}\;{\sqrt {2\;\rho _{1}\Delta p\;}}} 
حيث:
- {\displaystyle C_{d}}: مُعامل التصريف، مُعامل لا بٌعدي (ليس له وحدة قياس) تتراوح قيمته عادة بين 0.6 و0.85، بناءاً على شكل الفتحة وسُدادات الضغط.
- {\displaystyle \beta }: النسبة بين قطر فتحة اللوحة {\displaystyle d} إلى قطر الأنبوب {\displaystyle D}، نسبة لا بُعدية (ليس لها وحدة قياس).
- {\displaystyle \epsilon }: معامل التمدد. يساوي 1 للغازات الغير قابلة للانضغاط ومعظم والسوائل، وتنخفض قيمته بانخفاض نسبة الضغط عبر الفتحة، وهو معامل لا بُعدي.
- {\displaystyle d} : القطر الداخلي للفتحة في ظل ظروف التشغيل.
- {\displaystyle \rho _{1}}: كثافة المائع في مستوى التدفق قبل سُدادة الضغط، وتقاس بوحدة كجم/م3.
- {\displaystyle \Delta p} : فرق الضغط المقاس خلال الفتحة، بوحدة باسكال.

يكون الفقد الكلي في الضغط في الأنبوب بسبب وجود لوح الفتحة أقل من الضغط المقاس بمقدار {\displaystyle 1-\beta ^{1.9}}.

## الاستخدام
تُستخدم الألواح ذات الفتحة عادة لقياس معدلات التدفق في الأنابيب. عندما يكون المائع أحادي الطور (بدلاً من أن يكون خليط من الغازات والسوائل، أو السوائل و المواد الصلبة) ومخلوط جيداً، يتدفق المائع بشكل متصل بدلاً من تدفقه بشكل نبضي، ويشغل المائع الأنبوب بالكامل (يمنع تواجد الطمي أو الغاز المحاصر داخل المائع)، كما يكون التدفق متساوي الشكل ومتكون بشكل جيد ويحقق المائع ومعدل التدفق أيضاً بعض الشروط الأخرى.
عند تركيب لوح الفتحة طبقاً لمعايير ملائمة، وفي ظل الظروف السابقة، يُمكن قياس معدل التدفق بسهولة باستخدام المعادلة السابق ذكرها المبنية بناءاً على بحث جوهري والمنشورة في المعايير الدولية والوطنية للصناعة.
تُصنع الألواح عادة بفتحات دائرية حادة الحواف وتُركب في الأنبوب بحيث تكون متحدة المركز معها ومع سُدادات الضغط (فتحة صغيرة  في جدار الأنبوب الذي يحتوي مائع مضغوط، وتكون عمودية على اتجاه سريان المائع، وبها صنبور للتحكم في الضغط وقياسه) طبقاً لمعيار واحد من الأزواج المعيارية الثلاثة للمسافات قبل وبعد اللوح، وتندرج هذه الأنواع في معيار أيزو 5167 ومعايير أساسية أخرى.
توجد العديد من الاحتمالات الأخرى، حيث يُمكن أن تكون حواف الفتحة مخروطية الشكل أو دائرية تقريباً، ويُمكن أن تكون فتحة اللوح بنفس حجم الأنبوب ماعدا قطعة في الأعلى أو الأسفل، يتم نزعها.
يُمكن أيضاً أن تكون فتحة اللوح مصنوعة بشكل لا مركزي بالنسبة للوح، كما يُمكن أن تكون سُداداة الضغط في مواضع أخرى.
تتناول معايير وكتيبات مختلفة التغييرات الناتجة عن احتمالات شكل فتحة اللوح. ينتج عن كل مزيج من الاحتمالات معاملات تفريغ مختلفة، يُمكن التنبأ بها طالما تتحقق ظروف معينة، وتختلف هذه الظروف من نوع لأخر.
يُمكن تحديد معامل التدفق بدقة مقبولة فور تصميم وتركيب لوح الفتحة، وذلك بحساب الجذر التربيعي لفرق الضغط عبر سُدادات الضغط للفتحة، ثم استخدام ثابت مناسب.
يُمكن حتى قياس معدل التدفق بدقة مقبولة للغازات القابلة للانضغاط، والتي تختلف في الضغط ودرجة الحرارة، وذلك بالحساب التقريبي للجذر التربيعي للضغط المطلق أو درجة الحرارة، بناءاً على غرض القياس وتكالييف الأجهزة الملحقة.
تُستخدم أيضاً ألواح الفتحة لخفض الضغط أو تخفيف التدفق، وتُسمى في هذه الحالة ألواح تخفيف.

### سُدادات الضغط
تُوجد ثلاث مواضع نموذجية لسُدادت الضغط، وتُسمى شيوعاً كالتالي:
- سُدادات الرُكن: تُوضع أمام الفتحة أو خلفها مباشرة، وتكون ملائمة عندما يُزود اللوح بحامل للفتحة يحتوي على سُدادات.
- السُدادت القطرية والنصف قطرية: تُوضع قبل اللوح على بُعد مساوي لقطر الأنبوب، وعلى بُعد مساوي لنصف قطر الأنبوب بعد اللوح، ويتم تركيبها بلحام نتوءات إلى الأنبوب.
- سُدادت الشفة: تُوضع على بعد 25.4 مم (1 بوصة) قبل وبعد اللوح، بواسطة شفاه أنابيب (حواف أو بروزات لأطراف الأنابيب) معينة.

يتناول المعيار أيزو 5167 ومعايير أساسية أخرى هذه الأنواع. تشمل أنواع أخرى ما يلي:
- سُدادت 2.5 ق أو 8 ق أو سُدادت الإسترجاع: ترمز ق لنصف قطر الأنبوب. تُوضع هذه السُدادات على بُعد 2.5 ق قبل اللوح، وعلى بُعد 8 ق بعد اللوح، ويكون فرق الضغط المقاس عند هذه النقطة مساوياً للضغط المفقود بسبب الفتحة.
- سُدادات نقطة تقارب التدفق القصوى: تُوضع على بُعد 1 ق (ق: قطر الأنبوب) قبل اللوح، وعلى بُعد 0.3 ق إلى 0.9 ق بعد اللوح، بناءاً على نوع الفتحة وحجمها بالنسبة للأنبوب، وتُوضع في مستوى يكون ضغط المائع فيه أقل ما يُمكن (نقطة تقارب التدفق القصوى (بالإنجليزية: Vena contracta): النقطة التي يكون عندها قطر تدفق المائع أقل ما يُمكن، وتكون سرعة المائع أقصى ما يُمكن، وتحدث مثل هذه النقطة عند خروج المائع من فوهة أو فتحة.).

يختلف فرق الضغط المقاس بناءاً على سداداة الضغط والفتحة، وبالتالي يعتمد مُعامل التصريف المستخدم في حسابات التدفق على مواضع السُدادة جزئياً.
تستخدم أبسط التراكيب سُدادات أحادية قبل وبعد الفتحة، لكن قد يكون هذا غير فعال في بعض الظروف، فيُمكن أن تُسد بواسطة مواد صلبة أو فقاعات غازية، أو قد يكون شكل التدفق غير متساو وبالتالي تكون الضغوط عند السُدادات أكبر أو أقل من متوسط الضغوط في تلك المستويات.
يُمكن استخدام السُدادات المتعددة في هذه الحالات، وتُركب حول محيط الأنبوب وترتبط بحلقة بيزومتر (مقياس لضغط الماء الجاري) أو شقوق حلقية حول المحيط الداخلي لحامل الفتحة.

### اللوح
تهتم المعايير والكتيبات بشكل أساسي بالألواح الرقيقة ذات الحواف الحادة. تكون الحافة الأمامية لهذه الألواح حادة وخالية من النتوءات، ويكون المقطع الأسطواني للفتحة قصير إما بسبب أن اللوح قصير أو أن الحافة الخلفية للوح مشطوفة.
يُستثنى من ذلك الفتحة ذات الحافة الربع دائرية، وتكون حافتها الأمامية مدورة وناعمة وليس لها مقطع أسطواني، كما يُستثنى أيضاً اللوح ذو المدخل المخروطي، والذي تكون حافته الأمامية مشطوفة ويكون للفتحة مقطع أسطواني قصير. تكون الفتحات متحدة المركز مع الأنبوب عادة (الفتحة اللامركزية هي استثناء خاص) وتكون ذات مقطع دائري (يُستثنى من ذلك الحالة الخاصة التي تكون الفتحة فيها عبارة عن قطعة دائرية أو وترية، وفي هذه الحالة يغلق اللوح قطعة دائرية فقط من الأنبوب).
تشترط الكتيبات والمعايير أن يكون السطح الأمامي للوح مستو وناعم. يتم أحياناً ثَقب ثُقب تنفيس في اللوح من حيث يرتبط بالأنبوب، وذلك للتخلص من فقاعات الغاز أو الغاز المتكثف إلى خارج الأنبوب.

### الأنبوب
تنص المعايير والكتيبات أن المائع يتدفق بحيث تكون السرعات عند جدار الأنبوب أقل منها في المنتصف، لكن لا يكون التدفق لا مركزي أو عبارة عن نفث.
بطريقة مشابهة، يجب ألا تتم إعاقة التدفق بعد اللوح لكي لا يتأثر الضغط، ولتحقيق ذلك يجب أن يكون الأنبوب دائري لدرجة مقبولة وناعم ومستقيم للمسافات المحددة.
يصعب أحياناً توفير أنبوب مستقيم بطول كافي، وفي هذه الحالات يُستخدم ما يُسمى محسنات التدفق مثل حزمة الأنابيب أو ألواح متعددة الثقوب تُوضع بداخل الأنبوب لجعل المائع يتدفق بشكل أكثر استقامة، لكن هذا أيضاً يتطلب طول محدد من انبوب مستقيم قبل وصول التدفق إلى الفتحات (الثقوب).
توفر بعض الكتيبات والمعايير لتدفقات المائع من أو إلى الفراغات الكبيرة بدلاً من الأنابيب، شروطاً بحيث تكون المنطقة قبل أو بعد اللوح خالية من عوائق التدفق.

## النظرية

### تدفق لا انضغاطي
عند فرض وجود تدفق لا انضغاطي ‏ (كثافة المائع ثابتة) غير لزج ‏ رقائقي مستقر في أنبوب أفقي (لا يوجد تغير في الارتفاع)، ومع إهمال مفاقيد الاحتكاك، تُختزل معادلة برنولي إلى معادلة تربط بقاء الطاقة بين نقطتين في نفس خط السريان:
{\displaystyle p_{1}+{\frac {1}{2}}\cdot \rho \cdot V_{1}^{2}=p_{2}+{\frac {1}{2}}\cdot \rho \cdot V_{2}^{2}}
أو:
{\displaystyle p_{1}-p_{2}={\frac {1}{2}}\cdot \rho \cdot V_{2}^{2}-{\frac {1}{2}}\cdot \rho \cdot V_{1}^{2}}
بتطبيق معادلة الاستمرارية:
{\displaystyle q_{v}=A_{1}\cdot V_{1}=A_{2}\cdot V_{2}} أو {\displaystyle V_{1}=q_{v}/A_{1}} و{\displaystyle V_{2}=q_{v}/A_{2}} :
{\displaystyle p_{1}-p_{2}={\frac {1}{2}}\cdot \rho \cdot {\bigg (}{\frac {q_{v}}{A_{2}}}{\bigg )}^{2}-{\frac {1}{2}}\cdot \rho \cdot {\bigg (}{\frac {q_{v}}{A_{1}}}{\bigg )}^{2}}
بحل المعادلة للحصول على {\displaystyle q_{v}{}}:
{\displaystyle q_{v}=A_{2}\;{\sqrt {\frac {2\;(p_{1}-p_{2})/\rho }{1-(A_{2}/A_{1})^{2}}}}}
و:
{\displaystyle q_{v}=A_{2}\;{\sqrt {\frac {1}{1-(d/D)^{4}}}}\;{\sqrt {2\;(p_{1}-p_{2})/\rho }}}
تُعطي معادلة {\displaystyle q_{v}} السابقة معدل التدفق الحجمي النظري، وباستخدام معامل بيتا {\displaystyle \beta =d/D} ومُعامل التفريغ {\displaystyle C_{d}}، تُصبح المعادلة:
{\displaystyle q_{v}=C_{d}\;A_{2}\;{\sqrt {\frac {1}{1-\beta ^{4}}}}\;{\sqrt {2\;(p_{1}-p_{2})/\rho }}}
باستخدام مُعامل متر {\displaystyle C} والذي يُعرف بالمعادلة التالية:

{\displaystyle C={\frac {C_{d}}{\sqrt {1-\beta ^{4}}}}}
وذلك للحصول على المعادلة النهائية للتدفق الحجمي للمائع خلال الفتحة:
{\displaystyle (1)\qquad q_{v}=C\;A_{2}\;{\sqrt {2\;(p_{1}-p_{2})/\rho }}}
يتم ضرب المعادلة السابقة في كثافة المائع للحصول على معادلة معدل التدفق الكتلي عند أي مقطع في الأنبوب:
{\displaystyle (2)\qquad q_{m}=\rho \;q_{v}=C\;A_{2}\;{\sqrt {2\;\rho \;(p_{1}-p_{2})}}}
حيث:
- {\displaystyle q_{v}{}}: معدل التدفق الحجمي عند أي مساحة مقطع، ويقاس بوحدة م3/ثانية.
- {\displaystyle q_{m}}: معدل معدل تدفق الكتلة عند أي مساحة مقطع، ويقاس بوحدة كجم/ثانية.
- {\displaystyle C_{d}}: مُعامل التصريف، لا بُعدي.
- {\displaystyle C}: مُعامل التدفق للفتحة، لا بُعدي.
- {\displaystyle A_{1}}: مساحة مقطع الأنبوب، وتقاس بوحدة م2.
- {\displaystyle A_{2}}: مساحة مقطع ثقب الفتحة، وتُقاس بوحدة م2.
- {\displaystyle D}: قطر الأنبوب، ويُقاس بالمتر.
- {\displaystyle d}: قطر ثقب الفتحة، ويُقاس بالمتر.
- {\displaystyle \beta }: النسبة بين قطر فتحة اللوحة {\displaystyle d} إلى قطر الأنبوب {\displaystyle D}، نسبة لا بُعدية (ليس لها وحدة قياس).
- {\displaystyle V_{1}}: سرعة التدفق قبل اللوح، ويُقاس بوحدة متر/ثانية.
- {\displaystyle V_{2}}: سرعة التدفق خلال الفتحة، ويُقاس بوحدة متر/ثانية.
- {\displaystyle p_{1}} : ضغط المائع قبل اللوح، ويُقاس بوحدة باسكال، ويكافئها كجم/متر.ثانية2.
- {\displaystyle p_{2}}: ضغط المائع بعد اللوح، ويُقاس بوحدة باسكال، ويكافئها كجم/متر.ثانية2.
- {\displaystyle \rho } : كثافة المائع، وتُقاس بوحدة كجم/م3.

استُخدمت مساحة مقطع مدخل الفتحة لاشتقاق المعادلات السابقة، ولم تُستخدم كما في الواقع أقل مساحة مقطع عند أقصى تقارب للمائع.  قد لا تُهمل أيضاً مفاقيد الاحتكاك واللزوجة وتأثيرات اضطراب التدفق، ولذلك السبب تم استخدام مُعامل التصريف {\displaystyle C_{d}}.
تُوجد أساليب لتحديد مُعامل التصريف كدالة في رقم رينولدز.
يُشار دائماً إلى المتغير {\displaystyle {\frac {1}{\sqrt {1-\beta ^{4}}}}} {\displaystyle C}{\displaystyle \beta }  أنه «سرعة معامل التقريب»، وبضربه في مُعامل التصريف كما حدث سابقاً، ينتج مُعامل التدفق {\displaystyle C}.
توجد أيضاً أساليب لتحديد معامل التدفق كدالة في دالة بيتا {\displaystyle \beta } وموضع صنبور استشعار الضغط بعد اللوح. يُمكن فرض معامل التدفق بين 0.60 و0.75 للتقريب الدقيق. يُمكن استخدام  معامل تدفق يساوي 0.62 للتقريب الأول، حيث يقترب ذلك إلى التدفق المكتمل.
تعمل الفتحة جيداً فقط عندما يكون التدفق مكتمل الشكل. يتحقق ذلك باستخدام أنبوب طويل قبل اللوح (يكون الطول حوالي 20 إلى 40 قطر الأنبوب، ويعتمد ذلك على رقم رينولدز) أو باستخدام محسنات التدفق.
تعتبر ألواح الفتحة صغيرة وغير باهظة الثمن، لكنها لا تسترجع الضغط المفقود بنفس جودة أنبوب فينتوري أو الفوهة أو فوهة فينتوري. تتطلب أيضاً أنابيب فينتوري طولاً أقل في مقدمة التدفق.
يعتبر مقياس فينتوري أكثر كفاءة، لكنه أكثر ثمناً وأقل دقة (إن لم يُعاير في المعمل) من لوح الفتحة.

### تدفق انضغاطي
تُطبق المعادلة (2) بشكل عام على تدفق الموائع الغير قابلة للانضغاط  فقط، ويُمكن تعديلها باستخدام معامل التمدد {\displaystyle \epsilon } ، لتُطبق على الغازات القابلة للانضغاط.
{\displaystyle q_{m}=\rho _{1}\;q_{v,1}=C\;\epsilon \;A_{2}\;{\sqrt {2\;\rho _{1}\;(p_{1}-p_{2})}}}
يكون معامل التمدد {\displaystyle \epsilon } مساوياً 1 للموائع الغير قابلة للانضغاط، ويُمكن حسابه للغازات القابلة للانضغاط باستخدام صيغة محددة تجريبياً كما هو موضح في الحسابات في الأسفل.
إذا كان المائع غير قابل للانضغاط، في حالة قيم β المنخفضة (مثل ألواح التخفيف حيث تكون β أقل من 0.25 والتفريغ من الخزانات) بدلاً من قياس التدفق، فإن معدل التدفق يعتمد على ما إن كان المائع قد اختنق أم لا (عند عبور المائع من فتحة ضيقة فإن سرعته تزداد بحيث لا تتخطى سرعة الصوت ويصحب ذلك انخفاض في الضغط الساكن بعد الفتحة وتستمر السرعة بالزيادة، وتكون هناك قيمة قصوى لكمية المائع المتدفق لا يتم تجاوزها إلا إذا زاد الضغط الساكن قبل الفتحة أو انخفضت درجة الحرارة الساكنة أو ازدادت مساحة مقطع الفتحة، وتُسمى هذه الحالة بالتدفق المختنق ‏ بسبب وجود حدود لأقصى كمية يُمكن عبورها من الفتحة)، فإذا كان فإن التدفق يُمكن حسابه كما موضح في التدفق المختنق، لكن تدفق الغازات الحقيقية خلال فتحات الألواح الرقيقة لا يُمكن أبداً أن يصل لحالة الاختناق الكامل، ويُمكن حساب التدفق كما يلي:
{\displaystyle q_{m}=C\;A_{2}\;{\sqrt {2\;\rho _{1}\;p_{1}\;{\bigg (}{\frac {k}{k-1}}{\bigg )}{\bigg [}(p_{2}/p_{1})^{2/k}-(p_{2}/p_{1})^{(k+1)/k}{\bigg ]}}}}
حيث:
- {\displaystyle k}: نسبة الحرارة النوعية ({\displaystyle c_{p}/c_{v}})، نسبة لا بُعدية (ليس لها وحدة قياس).
- {\displaystyle q_{v,1}}: معدل التدفق الحجمي في ظروف التدفق قبل اللوح (الضغط ودرجة الحرارة)، ويُقاس بوحدة متر3/ثانية.
- {\displaystyle \rho _{1}} : كثافة الغاز الفعلية في ظروف التدفق قبل اللوح (الضغط ودرجة الحرارة)، وتُقاس بوحدة كجم/متر3.

باقي الرموز كما ذُكرت سابقاً بالأعلى.

## الحسابات طبقاً لمعيار أيزو 5167
يُمكن حساب معدلات التدفق خلال لوح الفتحة بدون معايرة مخصصة لمقياس التدفق، طالما أن تصميم وتركيب الجهاز يتفق مع الشروط المنصوص عليها في المعيار أو الكتيب المتعلق بذلك.
يأخذ الحساب بعين الاعتبار كل من المائع وظروف المائع (الضغط ودرجة الحرارة) وحجم الأنبوب وحجم الفتحة وفرق الضغط المقاس، كما يأخذ في الاعتبار أيضاً مُعامل التصريف لوح الفتحة، والذي يعتمد على نوع الفتحة ومواضع سُدادت الضغط.
يتراوح مُعامل التصريف للفتحات حادة الحواف، ذات سُدادات الضغط المحلية (سُدادة الركن والشفة وق+ق/2 حيث ق: قطر الأنبوب) من 0.6 إلى 0.63، بينما يتراوح معامل تفريغ الألواح ذات المداخل المخروطية من 0.73 إلى 0.734، وللألواح الربع دائرية من 0.77 إلى 0.85.
تتغير معاملات تصريف الفتحات حافة الحواف مع تغير المائع ومعدلات التدفق أكثر مما تتغير في حالة الألواح مخروطية المدخل وربع الدائرة، خصوصاً عند التدفقات المنخفضة و اللزوجات المرتفعة.
يتم حساب معامل تمدد للتدفقات القابلة للانضغاط مثل تدفقات الغازات أو بخار الماء. يكون المعامل دالة في النسبة بين فرق الضغط المقاس (الضغط التفاضلي) إلى ضغط المائع، ولذلك يتغير المعامل مع تغير معدل التدفق، خصوصاً فرق الضغط المرتفع والضغط الساكن المنخفض.
تتوافر المعادلات في المعايير الأمريكية والأوروبية والصناعية، وتُستخدم معاملات متنوعة للتفريق بينهم، حتى أنه يُستخدم مزيج من معاملات التصحيح، لكن العديد منها يعتبر متقارب الآن ويعطي نتائج مماثلة، وبشكل خاص فإنهم يستخدمون نفس معادلة ريدر-هاريس/جالافر (1998) لمعامل التفريغ لألواح الفتحات ذات الحواف الحادة.
تتبع المعادلات التالية بشكل كبير رموز المعيار الدولي أيزو 5167، وتستخدم وحدات النظام الدولي.
- معدل التدفق الحجمي:

{\displaystyle q_{v}={\frac {q_{m}}{\rho _{1}}}}
- معدل تدفق الكتلة:

{\displaystyle q_{m}={\frac {C}{\sqrt {1-\beta ^{4}}}}\;\epsilon \;{\frac {\pi }{4}}\;d^{2}\;{\sqrt {2\;\rho _{1}\Delta p\;}}}

### معامل التصريف
مُعامل التصريف لألواح الفتحات ذات الحواف الحادة، وسُدادات الضغط الركنية وذات الشفة أو القطرية والنصف قطرية، بدون وجود فتحة تنفيس (معادلة ريدر هاريس/جالافر):
{\displaystyle C=0.5961+0.0261\beta ^{2}-0.216\beta ^{8}+0.000521{\bigg (}{\frac {10^{6}\beta }{Re_{D}}}{\bigg )}^{0.7}+(0.0188+0.0063A)\beta ^{3.5}{\bigg (}{\frac {10^{6}}{Re_{D}}}{\bigg )}^{0.3}+(0.043+0.080e^{-10{L_{1}}}-0.123e^{-7{L_{1}}})(1-0.11A){\frac {\beta ^{4}}{1-\beta ^{4}}}-0.031(M'_{2}-0.8{M'_{2}}^{1.1})\beta ^{1.3}}
إذا كانت ق (قطر الأنبوب) أقل من 71.2 مم، يُضاف هذا الشق الإضافي {\displaystyle 0.011(0.75-\beta ){\bigg (}2.8-{\frac {D}{0.0254}}{\bigg )}} إلى معادلة C.
في معادلة C:
{\displaystyle A={\bigg (}{\frac {19000\beta }{Re_{D}}}{\bigg )}^{0.8}}
{\displaystyle M'_{2}={\frac {2L'_{2}}{1-\beta }}}
وتصلح الثلاثة أزواج التالية فقط لقيم L1 و L'2 للاستخدام:
- لسدادات الركن: {\displaystyle L_{1}=L'_{2}=0}
- لسدادات الشفة: {\displaystyle L_{1}=L'_{2}={\frac {0.0254}{D}}}
- للسدادات القطرية والنصف قطرية:

{\displaystyle L_{1}=1}
{\displaystyle L'_{2}=0.47}

### معامل التمدد
معامل التمدد لألواح الفتحات ذات الحواف الحادة، وذات سُدادات الضغط الركنية أو ذات الشفة أو القطرية والنصف قطرية:
لو {\displaystyle p_{2}/p_{1}>0.75}:
{\displaystyle \epsilon =1-(0.351+0.256\beta ^{4}+0.93\beta ^{8}){\bigg [}1-{\bigg (}{\frac {p_{2}}{p_{1}}}{\bigg )}^{\frac {1}{\kappa }}{\bigg ]}}
لكن في حالة الموائع الغير قابلة للانضغاط، والتي تشمل معظم السوائل، يكون معامل التمدد مساوياً للواحد:
{\displaystyle \epsilon =1}
حيث:
- {\displaystyle C}: مُعامل التصريف.
- {\displaystyle d}: القطر الداخلي للفتحة أثناء ظروف التشغيل، ويُُقاس بالمتر.
- {\displaystyle D}: القطر الداخلي للأنبوب أثناء ظروف التشغيل، ويُُقاس بالمتر.
- {\displaystyle p_{1}}: الضغط الساكن المطلق للمائع في مستوى التدفق قبل السدادة، ويُقاس بوحدة باسكال.
- {\displaystyle p_{2}}: الضغط الساكن المطلق للمائع في مستوى التدفق بعد السدادة، ويُقاس بوحدة باسكال.
- {\displaystyle q_{m}}: معدل تدفق الكتلة. يُقاس بوحدة كجم/ثانية.
- {\displaystyle q_{v}}: معدل التدفق الحجمي. يُقاس بوحدة م3/ثانية.
- {\displaystyle Re_{D}}: رقم رينولدز للأنبوب {\displaystyle {\frac {4q_{m}}{\pi \mu D}}}. رقم لا بُعدي (ليس له وحدة قياس).
- {\displaystyle \beta }: النسبة بين قطر فتحة اللوحة {\displaystyle d} إلى قطر الأنبوب {\displaystyle D}، نسبة لا بُعدية (ليس لها وحدة قياس).
- {\displaystyle \Delta p}: فرق الضغط. يُقاس بوحدة باسكال.
- {\displaystyle \epsilon }: مُعامل التمدد. مُعامل لا بُعدي.
- {\displaystyle \kappa }: أُس أيزنتروبي، يتم تقريبه دائماً باستخدام نسبة الحرارة النوعية، وقيمته لا بُعدية (ليس لها وحدة قياس).
- {\displaystyle \mu }: اللزوجة الديناميكية للمائع. تُقاس بوحدة باسكال.ثانية.
- {\displaystyle \rho _{1}}: كثافة المائع في مستوى التدفق قبل السدادة. تُقاس بوحدة كجم/م3.

### الفقد الكلي في الضغط
يكون الفقد الكلي في الضغط الحادث بسبب لوح الفتحة، أقل من فرق الضغط خلال السُدادات القريبة من اللوح. يُمكن حساب الفقد الكلي في الضغط تقريباً في حالة الألواح حادة الحواف، ذات سُدادت الركن أو السفة أو القطرية والنصف قطرية، بواسطة المعادلة التالية:
{\displaystyle {\frac {\Delta {\bar {\omega }}}{\Delta p}}=1-\beta ^{1.9}}
أو:
{\displaystyle {\frac {\Delta {\bar {\omega }}}{\Delta p}}={\frac {{\sqrt {1-\beta ^{4}(1-C^{2})}}-C\beta ^{2}}{{\sqrt {1-\beta ^{4}(1-C^{2})}}+C\beta ^{2}}}}
حيث:
- {\displaystyle \Delta {\bar {\omega }}}: الفقد الكلي في الضغط، ويُقاس بالباسكال.

## روابط خارجية
- حسابات تيرلينج لتدفقات الفتحة (موقع باللغة الإنجليزية).